# نام سو هيون
نام سو هيون هي رامية سهام كورية جنوبية، ولدت في 27 يناير عام 2005 في مدينة سون تشون، كوريا الجنوبية.

## الإنجازات
الألعاب الأولمبية الصيفية 2024
- ميدالية ذهبية في الحدث الجماعي للسيدات[3][4]

- ميدالية فضية في الحدث الفردي للسيدات[4]